# Stege
För andra betydelser, se Stege (olika betydelser).

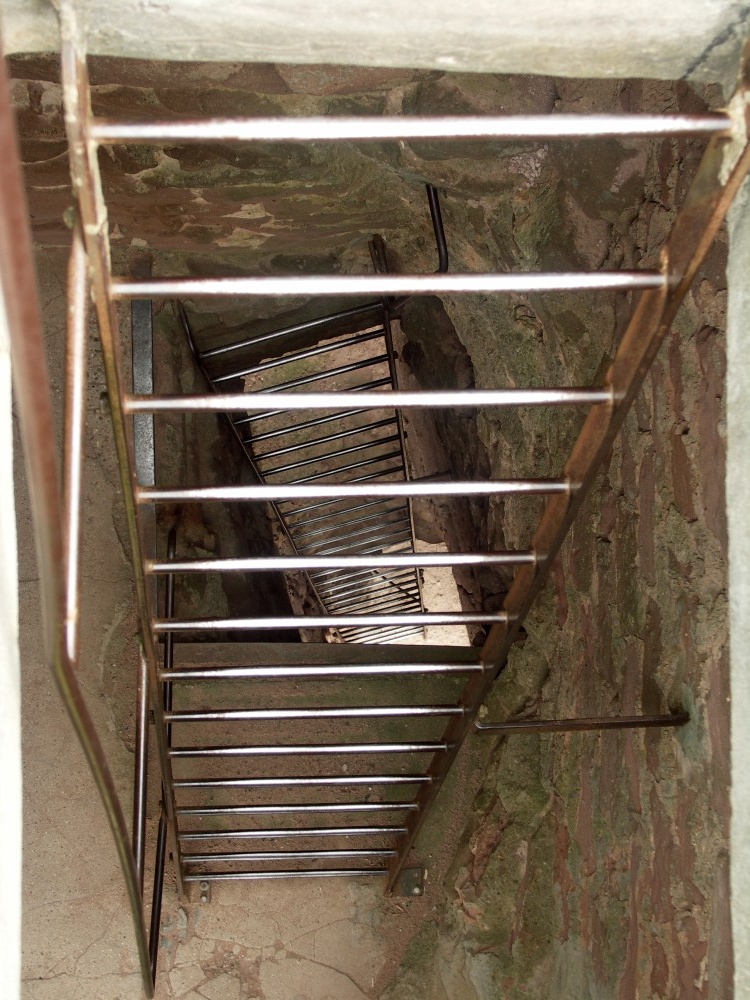
Stege

Stege är en anordning eller ett redskap som fungerar som ett enklare slag av trappa. En stege är utförd av trä eller metall och består vanligen av två parallella stänger (motsvarande vangstyckena på en trappa) förbundna med spjälor eller pinnar med jämna mellanrum, vilka fyller funktionen som trappsteg. Flyttbara stegar av olika slag, såsom skarvstegar, används ofta i stor utsträckning inom brandväsendet. Fasta stegar, i dessa fall främst gjorda i metall, kan ofta finnas i till exempel torn, vissa fabriker och fartyg, då stegar är mycket mindre utrymmeskrävande jämfört med en trappa.